# Angelica si ribella
Angelica si ribella (Angélique se révolte) è un romanzo del 1961 scritto da Anne e Serge Golon. Si tratta del quinto libro della serie di romanzi di Angelica.
In Italia il romanzo è stato pubblicato per la prima volta nel 1965 dalla casa editrice Garzanti. Successivamente il romanzo è stato ristampato diverse volte e, a partire dallo stesso 1965, è stato spesso ristampato diviso in due romanzi distinti intitolati Angelica si ribella (comprendente le prime due parti del romanzo) e Angelica alla Guerra (comprendente la terza parte del romanzo).

## Trama

### Parte prima - Il fuoco cova
Angelica, in stato di arresto, viene ricondotta in Francia dal signor di Breteuil. Durante il viaggio, a causa di un incidente di carrozza, Angelica perde il figlio che aspettava da Colin Paturel. Confinata nelle sue terre a Plessis sotto la sorveglianza dei soldati del re, Angelica riceve la visita del marchese di Marillac, governatore del Poitou, il quale le porta gli ordini del re: la donna, una volta ristabilitasi, dovrà recarsi a Versailles per fare atto di sottomissione al re nonché dovrà far dono alla Corona di uno dei suoi feudi in Turenna. In caso di rifiuto, la donna sarà arrestata e condotta in una fortezza o in un convento. Sempre più insofferente nei confronti di Versailles dopo quanto vissuto in Marocco e decisa a non cedere ai desideri – anche carnali – del sovrano, Angelica decide di non compiere alcun atto di sottomissione al re.
Giorni dopo, suo fratello Dionigi, barone di Sancé di Monteloup, si reca a trovare Angelica e le racconta che, alcuni mesi dopo la sua fuga, ha avuto luogo una rivolta dei lavoratori a Versailles. I colpevoli furono tutti giustiziati e che tra essi vi fu anche loro fratello Gontrano. Questo non fa che aumentare l'ira della donna nei confronti del re.
Nel frattempo nella regione del Poitou i soldati del re sono impegnati contro gli ugonotti nel tentativo di convertirli al cattolicesimo. Appreso che il duca Samuele di La Morinière ed altri ugonotti rischiano di cadere in una trappola, Angelica, servendosi di un passaggio sotterraneo che dal castello Plessis la conduce nella foresta, si reca ad avvisarli salvando così loro la vita. Angelica inizia così ad aiutare i protestanti fornendo loro ogni genere di informazioni che dispone e ben presto la ribellione degli ugonotti contro i soldati del re dilaga in tutto il Poitou.
Il capitano Montadour, l'uomo incaricato da Marillac di sorvegliare Angelica, finisce con l'invaghirsi di lei e tenta di abusare di lei. Per sua fortuna giungono in soccorso della donna i suoi servi che riportano il soldato a più miti consigli.
Passa del tempo e al castello del Plessis Bellière fanno ritorno l'abate di Lesdiguières, che durante l'assenza di Angelica aveva preso servizio presso il maresciallo di La Force come aiuto elemosiniere, Florimondo, cacciato dal collegio di Clermont perché poco incline allo studio, e Flipot, di ritorno da Livorno.
In seguito, venuta a conoscenza che donne e bambini provenienti da alcuni villaggi protestanti dati alle fiamme hanno trovato rifugio presso il castello del barone di Rambourg, Angelica vi si reca ed apprende del loro desiderio di raggiungere La Rochelle. Angelica conduce le donne al mulino delle Alborelle, nelle paludi, ove convince il mugnaio Valentino, suo amico d'infanzia, a condurle a bordo di barche sino al castello del signor d'Aubigné, da dove poi esse potranno raggiungere La Rochelle. Al castello la donna trova il duca di La Morinière ferito dai soldati del re, il quale le promette che entro pochi giorni avrebbe scacciato Montadour dai suoi domini. L'uomo le comunica inoltre di essersi invaghito di lei.
Due giorni dopo, mentre Montadour e i suoi uomini sono fuori in pattuglia, il duca di La Morinière insieme a dei contadini armati giungono al castello di Plessis Bellière facendo strage dei soldati rimasti. Molines, preoccupato sempre più della situazione che sta diventando una vera e propria guerra di religione, convince Angelica a scrivere una lettera al re nella quale la donna gli promette di recarsi da lui a fare atto di sottomissione non appena saranno stati ritirati dal Poitou i dragoni del signor di Marillac e richiamati quelli inviati del ministro della guerra Louvois. Angelica acconsente a ciò anche nella speranza di riuscire a far riottenere al figlio maggiore tutto quello che era suo di diritto, per eredità paterna, ma che gli è stata sottratta ingiustamente.
L'indomani insieme all'abate di Lesdiguières e Flipot, Angelica si reca con i figli Florimondo e Carlo Enrico a pesca di gamberi nel bosco. Quella notte Florimondo lascia il castello a cavallo. Angelica preoccupata manda l'abate alla sua ricerca, ma poco dopo l'uomo torna informandola che Montadour insieme ai suoi uomini stanno recandosi all'assalto del castello di Rambourg. Dopo di esso, i soldati attaccano il castello di Plessis Bellière, ove Angelica ha dato rifugio alla baronessa di Rambourg e alle sue figlie sopravvissute al massacro. Nonostante la resistenza dei servi di Angelica, i soldati penetrano nel castello e danno sfogo al loro desiderio di uccidere e saccheggiare. Angelica stessa viene da essi violentata selvaggiamente fino a perdere i sensi. Al mattino la donna scopre con orrore che suo figlio Carlo Enrico e la sua domestica Barbara sono stati brutalmente assassinati. Sconvolta nell'animo e nel fisico, Angelica, si rivolge alla sua gente invocandoli a ribellarsi contro i soldati del re che si sono macchiati del delitto dell'ultimo dei Plessis-Bellière. I contadini inseguono i dragoni di Montadour e durante la notte, mentre sono accampati in un campo, li massacrano tutti nel sonno.

### Parte seconda - Onorina
Mentre sul Poitou l'inverno si apre con una carestia Angelica, divenuta la Ribelle del Poitou, riunisce cattolici e protestanti, nobili e contadini per combattere i soldati del re.
Nel mese di febbraio, nella regione del Plessis, hanno luogo alcuni scontri ed Angelica è sul punto di cadere in un'imboscata ma viene tratta in salvo dal mugnaio Valentino e condotta, insieme all'abate di Lesdiguières rimasto ferito, in una casupola nelle paludi, dove vi rimane per diverse settimane. Un giorno Valentino, da sempre innamorato di Angelica, tenta di sedurla ma in quel momento giunge alla casupola il duca di La Morinière che, pazzo di gelosia a vederli insieme, si scaglia contro il mugnaio. Nella lotta che ne segue, Valentino ha però la meglio uccidendo l'ugonotto; il mugnaio si avvicina poi ad Angelica per possederla ma in soccorso della donna giunge l'abate che lo uccide con la sua spada. Sconvolta perché ha scoperto di essere incinta, Angelica si reca dalla maga Melusina, un'anziana che vive nella foresta, affinché essa le dia qualche preparato per procurarsi un aborto. Fallito il tentativo di abortire, Angelica viene convinta da Melusina ad attendere il momento del parto e poi decidere cosa vorrà farne della creatura che porta nel grembo. Nel mese di luglio Angelica torna dalla donna che l'aiuta a mettere al mondo una bambina. Successivamente Angelica si reca a Fontenay-le-Comte ed abbandona la piccola nella ruota dell'Ufficio dei Bambini Assistiti.
Alcuni giorni dopo Angelica riunisce i principali capi congiurati presso la cappella di Sant'Onorato ai confini della Gàtine e del Bocage per accordarsi con loro sulle direttive della campagna d'estate contro i soldati del re. Mentre si trovano lì i ribelli fermano un carro proveniente da Fontenay e diretto a Poitiers sul quale viaggiano delle nutrici con dei neonati. Riconosciuta in una neonata stremata dalla fame sua figlia, Angelica mossa a compassione la prende con sé e la bambina viene battezzata dall'abate col nome di Onorina.
Gli scontri dei ribelli con le truppe regie proseguono senza sosta. Un giorno durante uno di questi scontri, Angelica riconosce tra gli ufficiali il signor di Brienne e gli comunica un messaggio da portare al re. La notizia che dietro l'identità della Ribelle del Poitou si nasconde Angelica sconvolge non poco il sovrano.
Inverno 1673. Deciso a porre fine una volta per tutte alla rivolta, Luigi XIV invia nel Poitou nuovi reggimenti che in breve tempo assestano continue sconfitte ai ribelli costringendoli ad una continua fuga. Caduti in un'imboscata, l'abate di Lesdiguières, Malbrant Colpo di Spada, Flipot ed altri ribelli vengono impiccati mentre Angelica, braccata dai soldati del re, riesce a trovare rifugio presso l'abbazia di Nieul. Tra i monaci dell'abbazia, oltre al fratello Alberto, Angelica ritrova frate Giovanni, divenuto nel frattempo abate, che la donna aveva conosciuto quando da bambina aveva chiesto ospitalità nell'abbazia dopo che insieme ai suoi amici si era persa per le foreste. Nel corso delle due settimane nelle quali Angelica resta all'abbazia, l'abate riesce a trarre in salvo la donna dall'abisso di morte e violenza nel quale era caduta. L'uomo le suggerisce anche di lasciare la regione e se possibile addirittura il regno per evitare di essere riconosciuta e catturata. Angelica, insieme ad Onorina, lascia così l'abbazia di Nieul diretta a Maillezais e da lì raggiunge Les Sables-d'Olonne sulla costa dove spera di riuscire ad imbarcarsi per raggiungere la Bretagna.
Rimasta coinvolta in uno scontro tra briganti ugonotti ed alcuni mercanti, Angelica viene colpita alla testa e perde i sensi rinvenendo all'interno di una prigione. Qui viene marchiata col fiore del giglio, marchio infamante che faceva per sempre di lei la reproba del re. Convinto che la donna sia di fede protestante, il giudice decide di lasciarla libera ma la affida, per salvaguardare la salvezza della sua anima, alle cure di Padron Gabriele Berne, mercante de La Rochelle in cerca di una serva che si occupi della sua casa e dei suoi figli. Inizialmente contraria alla cosa, una volta scoperto che l'uomo ha salvato la vita alla piccola Onorina che era stata lasciata sola nel bosco, Angelica accetta di diventare la sua serva.

### Parte terza - I protestanti di La Rochelle
A La Rochelle Angelica riesce in breve tempo a farsi voler bene dalla famiglia Berne, composta da padron Gabriele e i suoi tre figli Marziale, Severina e Laurier, dalla zia Anna e dall'anziano e morente zio Lazzaro.
Un giorno, appreso che ad una riunione di ugonotti in una salina abbandonata nei pressi del villaggio di Jouvex sarà presente anche il pastore Rochefort, celebre viaggiatore che aveva conosciuto a Monteloup quando era bambina, Angelica vi si reca. Durante tale riunione viene anche avanzata da alcuni la proposta di lasciare la Francia e partire per altri paesi lontani dove poter incominciare una nuova esistenza al sicuro. Sulla strada di ritorno padron Gabriele, anch'egli presente alla riunione, da ad Angelica un passaggio sul suo cavallo e la donna realizza che egli altri non è che il giovane protestante che diversi anni prima l'aveva presa in groppa al suo cavallo per ricondurla a Parigi per chiedere aiuto ai soldati quando suo figlio Cantor era stato rapito dagli zingari.
Un giorno Angelica incontra per caso il signor Rochat, da lei conosciuto a Candia. L'uomo le rivela che, dopo la sua straordinaria fuga dall'isola, il Rescator in persona si era recato da lui per chiedere informazioni su di lei. Rochat la informa inoltre che il Rescator, dopo esser venuto a sapere da Mezzo Morte che Angelica era stata venduta al Sultano del Marocco, ha abbandonato il Mediterraneo per l'Atlantico. Angelica, che racconta all'uomo di essere caduta in disgrazia col re e di essere ora costretta a condurre una vita modesta, gli fa promettere di non raccontare a nessuno di averla vista a La Rochelle.
Un giorno lo zio Lazzaro muore e a casa Berne si presenta il signor Baumier, presidente della Commissione reale per gli affari religiosi, affermando che il defunto si era convertito al cattolicesimo ma che essendo ricaduto nel delitto di recidiva il suo cadavere dovrà essere trascinato per le vie della città e poi gettato nel mondezzaio. Angelica, sconvolta, corre a chiedere l'aiuto del signor Nicola di Bardagne, luogotenente generale del re a La Rochelle, il quale risolve la situazione per il meglio. Alcuni giorni dopo, Marziale s'imbarca su una nave olandese, ma fermato dalla marina reale viene arrestato. Mentre padron Gabriele tenta di far liberare il figlio, si ritrova a dover affrontare un'altra disgrazia: tre giorni più tardi anche Severina viene arrestata e condotta in un convento delle Orsoline. Angelica, nella speranza di risolvere la situazione, si reca dal signor di Bardagne a chiedergli aiuto. L'uomo, invaghitosi di Angelica, non sa però come fare per aiutarla ed è lei stessa a suggerirgli di mandare Marziale e Severina a vivere sull'isola di Ré presso la signora Demuris, la sorella di padron Berne convertitasi al cattolicesimo. 
Di ritorno da una commissione Angelica viene inseguita da due giovani che tentano di abusare sessualmente di lei ma in suo soccorso giunge padron Gabriele che le salva la vita uccidendo i due. Dopo aver nascosto i corpi sotto il sale nei magazzini, al calare della sera i due se ne sbarazzano gettandoli in un pozzo comunicante con il mare. Più tardi il signor di Bardagne si presenta a casa Berne per parlare con Angelica. L'uomo, in partenza per Parigi, le rivela che Baumier sta indagando su di lei e si propone di condurla al sicuro nei suoi possedimenti nel Berry prima che tutti gli ugonotti vengano arrestati. Angelica rifiuta la proposta dell'uomo ma, terrorizzata di quello che potrebbe accadere, decide di partire salpando su una nave verso terre lontane. Appreso della decisione di Angelica di partire e dopo aver discusso con altri ugonotti, padron Gabriele decide di partire con la sua famiglia e con altre per Santo Domingo.
Settimane dopo Angelica si reca a prendere Marziale e Severina all'isola di Ré e durante il viaggio assiste allo sbarco di alcuni pirati su una spiaggia. Rientrata coi ragazzi a La Rochelle, Angelica viene fermata dalle guardie e condotta al Palazzo di Giustizia dove Baumier la interroga accusandola di complicità nella scomparsa di due suoi uomini e informandola di essere al corrente dell'imminente fuga degli ugonotti, i quali – a detta sua – saranno arrestati l'indomani. La donna nega tutto e riuscie a convincere l'uomo a lasciarla andare, ma prima di lasciarla libera la fa interrogare da un altro poliziotto che si rivela essere nientemeno che Desgrez.
L'uomo le rivela di essere lì con l'ordine di arrestarla e Angelica gli chiede ventiquattro ore di tempo per poter salvare se stessa e i suoi amici ugonotti. L'uomo, ancora innamorato di lei, accetta. Pur di salvare le persone che l'hanno aiutata e le hanno dato rifugio, Angelica si reca dai pirati del Rescator e dopo aver parlato con l'uomo riesce a convincerlo a prendere a bordo della sua nave i protestanti. Di primo mattino i fuggitivi raggiungono la nave e nonostante l'attacco di alcuni soldati avvisati della fuga degli ugonotti riescono ad imbarcarsi. Una volta salpata, la nave viene seguita prima da una nave da guerra e poi da altre navi della flotta reale, ma la presenza in mare delle navi della marina olandese impedisce a quelle francesi di cannoneggiare la nave pirata, la quale riesce così a raggiungere il mare aperto.

## Edizioni
- 1965 - Garzanti (collana "Romanzi Moderni")
- 1965 - Garzanti (collana "Romanzi e Realtà") — diviso nei due volumi Angelica si ribella e Angelica alla Guerra
- 1966 - Garzanti (collana "Romanzi e Realtà") — diviso nei due volumi Angelica si ribella e Angelica alla Guerra
- 1976 - Garzanti (collana "Eroi e Eroine")
- 1980 - Euroclub
- 1982 - A. Vallardi
- 2000 - Tea Due — diviso nei due volumi Angelica si ribella e Angelica alla Guerra